# Lucy (fóssil)
Lucy é um fóssil de Australopithecus afarensis de 3,2 milhões de anos, descoberto em 1974 pelo professor Donald Johanson, um norte americano antropólogo e curador do museu de Cleveland de História Natural e pelo estudante Tom Gray em Hadar, no deserto de Afar, na Etiópia quando uma equipe de arqueólogos fazia escavações. Chama-se Lucy por causa da canção "Lucy in the Sky with Diamonds" da banda britânica The Beatles, tocada num gravador no acampamento, e por a terem definido como uma fêmea.
Anteriormente, em 1924, na África do Sul, o pesquisador australiano Raymond Dart descobrira um crânio com tamanho intermediário entre o dos humanos e o dos chimpanzés e denominara a nova espécie de "Australopithecus", que significa "macaco do sul".

## Descoberta

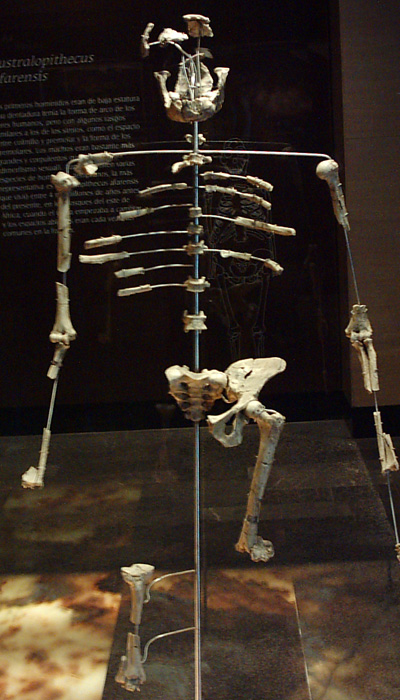
Lucy exposta no Museu Nacional de Antropologia da Cidade do México.

O geólogo francês Maurice Taieb descobriu a Formação Hadar, na Etiópia, em 1972. Para pesquisá-la constituiu a International Research Expedition Afar (IREA), convidando para integrar a equipe o antropólogo americano Donald Johanson (fundador e director do Instituto de Origens Humanas da Universidade Estadual do Arizona), a arqueóloga britânica Mary Leakey, e o paleontólogo francês Yves Coppens (hoje no Collège de France) para codirigir a investigação.
No outono de 1973 a equipe escavou em Hadar em busca de fósseis e artefatos relacionados à origem dos seres humanos. No mês de Novembro, perto do final da temporada do primeiro campo, Johanson reconheceu um fóssil da extremidade superior da tíbia, que tinha sido cortado ligeiramente na parte anterior. A extremidade inferior do fêmur foi encontrado próximo a ele, e a reunião das partes junto ao ângulo da articulação do joelho mostrou claramente que este fóssil (referência "AL 129-1") fora um hominídeo que andava ereto. Com mais de três milhões de anos, o fóssil era muito mais velho do que qualquer outro então conhecido. O local ficava a cerca de dois quilómetros e meio do local em que posteriormente seria encontrada "Lucy".
No ano seguinte, a equipe voltou para a segunda temporada de campo, e encontrou mandíbulas de hominídeos. Na manhã de 24 de novembro de 1974, próximo ao rio Awash, Johanson desistiu de atualizar as suas notas de campo e juntou-se ao aluno de pós-graduação, Tom Gray do Texas, dirigindo-se de Land Rover para o local 162 para buscar por fósseis de ossos.
Ambos passaram algumas horas explorando o terreno empoeirado, até que Johanson teve a intuição de fazer um pequeno desvio no caminho de regresso, para reexaminar o fundo de um pequeno barranco que havia sido verificado pelo menos duas ocasiões anteriores por outros trabalhadores. À primeira vista, não havia praticamente nenhum osso à vista, mas quando se voltaram para sair, um fragmento de osso do braço à mostra na encosta chamou a atenção de Johanson. Próximo a ele havia um fragmento da parte de trás de um crânio pequeno. Eles notaram uma parte do fêmur a cerca de um metro de distância. Procurando mais adiante, encontraram mais ossos espalhados na encosta, incluindo vértebras, uma parte da pélvis (indicando que o fóssil era do sexo feminino), costelas e pedaços de mandíbula. Marcaram o local e retornaram ao acampamento, satisfeitos por encontrar tantas peças aparentemente de um único hominídeo.
Na parte da tarde, todos os elementos da expedição estavam no local, dividindo-o em quadrículas e preparando-se para uma coleta que estimaram levar três semanas. Naquela primeira noite celebraram no acampamento, acordados a noite toda, e em algum momento durante essa noite, o fóssil "AL 288-1" foi apelidado de Lucy, por causa da canção dos Beatles Lucy in the Sky with Diamonds, que fora tocada alto e repetidamente em um gravador no acampamento.
Durante as semanas seguintes, várias centenas de fragmentos de ossos foram encontrados, sem duplicações, confirmando a especulação original de que eram de um único esqueleto. Conforme a equipe verificou, 40% do esqueleto de um hominídeo foi recuperado, um feito surpreendente no mundo da antropologia. Normalmente, apenas fragmentos fósseis são descobertos, e apenas raramente crânios ou costelas são encontrados intactos. Johanson considerou que o espécime era do sexo feminino baseando-se no osso pélvico e sacro completos indicando a largura da abertura pélvica. Lucy tinha apenas 1,1 metros (3 pés 8 polegadas) de altura, pesava 31,75 kg (70 lb) e se parecia de certa forma com um chimpanzé comum. Entretanto, embora a criatura tivesse um cérebro pequeno, a pélvis e ossos das pernas eram quase idênticos em função com os dos humanos modernos, mostrando com certeza que esses hominídeos tinham caminhado eretos. Com a permissão do governo da Etiópia, Johanson trouxe o esqueleto para Cleveland, onde foi reconstruído por Owen Lovejoy. Ele foi devolvido de acordo com o contrato assinado, cerca de nove anos mais tarde.

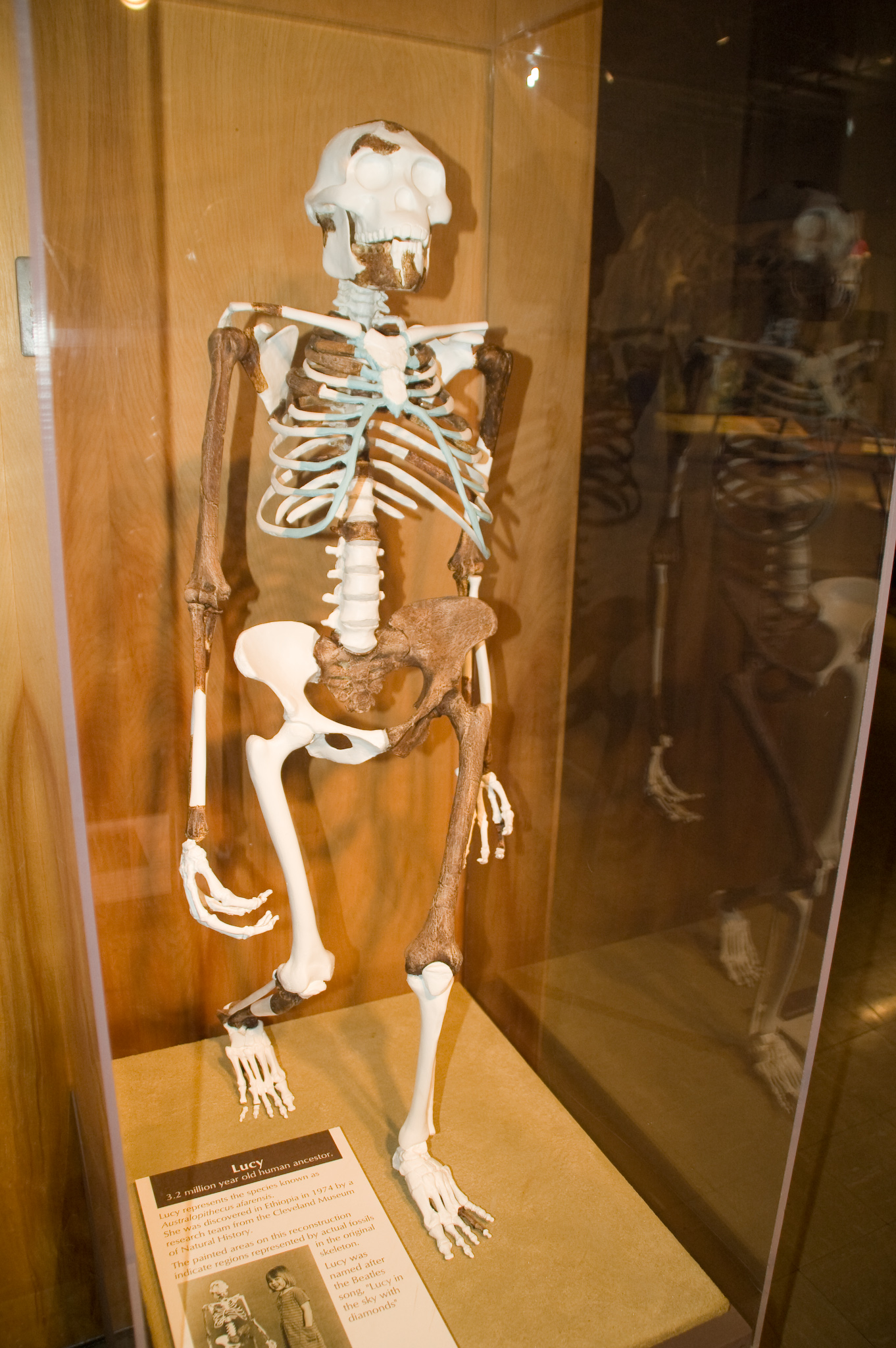
Reconstrução do esqueleto de "Lucy" (Museu de História Natural de Cleveland).

Futuras descobertas de espécimes "Afarensis" ocorreram durante a década de 1970 dando aos antropólogos uma melhor apreciação do intervalo de variabilidade e dimorfismo sexual da espécie.
Lucy deixou de ser o esqueleto de hominídeo mais antigo após a descoberta de um novo fóssil da espécie "Ardipithecus ramidus", que viveu há 4,4 milhões de anos.

### Pós-cranial
Uma das características mais notáveis de Lucy foi possuir um joelho virado, que indicava que ela normalmente se movimentava por andar ereto. Sua cabeça femural era pequena e seu pescoço femural era curto, sendo ambas características primitivas. Seu grande trocanter (no Brasil trocanter maior), no entanto, era claramente derivado, sendo curto e similar ao humano ao invés de mais alto que a cabeça femural. A taxa de extensão de seu úmero para o fêmur era de 84.6% comparada aos 71,8% dos humanos modernos e os 97,8% dos chimpanzés comuns, indicando que ou os braços de "A. afarensis" começavam a encurtar, ou as pernas estavam ficando mais longas, ou que as duas coisas estavam ocorrendo simultaneamente. Lucy também possuía uma vértebra lombar, outro indicador de bipedalismo habitual

### Zona pélvica
Johanson conseguiu recuperar o osso do quadril e o sacro. Apesar do sacro estar bem preservado, o osso do quadril estava distorcido, levando a duas reconstruções diferentes. A primeira tinha pouca expansão ilíaca e virtualmente nenhuma abertura anterior, criando um ílio que lembrava muito o de um macaco. No entanto, esta reconstrução se mostrou errónea, já que o rami púbico superior não seria capaz de se conectar se o ílio direito fosse idêntico ao esquerdo. Uma reconstrução posterior feita por Tim White mostrava uma ampla expansão ilíaca e uma abertura anterior bem definida, indicando que "Lucy" tinha uma distância acetabular interna extraordinariamente ampla e um rami púbico superior extraordinariamente longo. O seu arco púbico tinha mais de 90º, semelhante ao das fêmeas atuais. O seu acetábulo, no entanto, era pequeno e primitivo.

### Crânio
A evidência cranial recuperada de Lucy é bem menos derivada que sua pós-craniana. A parte superior do seu crânio é pequena e primitiva, enquanto ela possui mais caninos espatulados que os ancestrais. A capacidade cranial ficava entre 375 e 500 ml.

## Debate entre andar e escalar

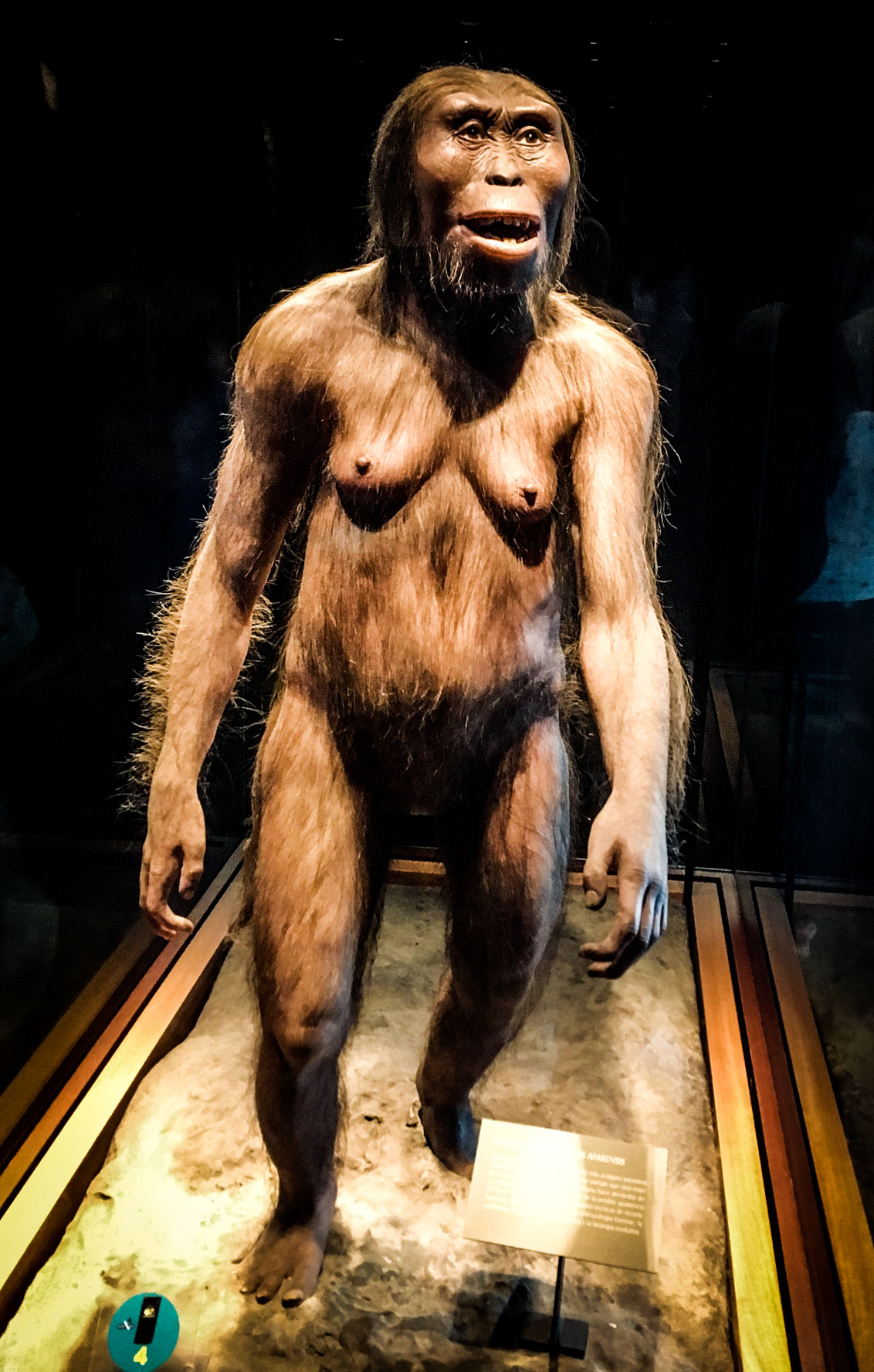
Reconstrução da aparência de Lucy

Debate sobre se A. afarensis passava muito tempo em árvores remonta a poucos meses após a descoberta de Lucy em 1974. Os braços longos e pesados de Lucy se assemelham muito à anatomia dos chimpanzés. A parte inferior do seu corpo foi construído para andar. O paleoantropólogo, J. Kappelman concluiu que, com base em numerosas quebras de osso, Lucy morreu ao cair de uma árvore quando subia ou dormia. Esta alegação controversa, descartada por alguns pesquisadores como uma leitura errada de danos ósseos causados pelo processo de fossilização. Outras descobertas adicionais de fósseis de A. afarensis têm intensificado as disputas entre aqueles que consideram a espécie adaptada principalmente para caminhar e outros convencidos de que Lucy dividia seu tempo entre caminhadas e a escaladas em árvores. Apesar de estudos em 2016 demonstrarem a excepcional força da parte superior do corpo permitiu que Lucy subir em árvores ou se pendurar em galhos de árvores, esta análise não resolve nenhum dos debates sobre o uso da escalada em árvores ou sobre a eficácia da caminhada vertical em australopitecos.
Um pé de criança, em grande parte completo, com 3,3 milhões de anos de idade, do Australopithecus afarensis, mostra que o apêndice teria alinhado o tornozelo e o joelho sob o centro de massa do corpo, uma característica crucial do design para andar ereto, sugere que os membros das espécies de Lucy andaram em pé cedo na vida.
Um simpósio internacional sobre Lucy foi organizado em 2024 na Universidade de Arizona, trazendo a público as mais recentes descobertas, novas conclusões e novas questões. Sobre o tema do bipedalismo, descrevendo as mudanças no entendimento produzidas pelos recentes achados de exemplares mais completos de Australopithecus afarensis, que permitiram reconstruir com mais precisão o esqueleto da espécie, a pesquisadora Carol Ward sintetizou o estado da arte dizendo que a estrutura óssea do tórax e pelve parece não comportar a forte musculatura do ventre e dos membros inferiores necessária para longas permanências e movimentação nas árvores. Os pés estão muito mais próximos dos pés humanos do que dos pés de macacos, dotados de um arco plantar e sem um hálux opositor, incapazes de agarrar os ramos como os pés dos macacos arborícolas, mas muito bem adaptados para a caminhada e a corrida. Pegadas encontradas mostram uma impressão muito próxima de um pé humano. Além disso, a coluna vertebral e sua implantação na pelve são típicos de bípedes. Essas evidências levam à conclusão de que o bipedalismo já estava plenamente estabelecido no tempo de Lucy, e até mesmo permitem afirmar que o seu estilo de andar era semelhante ao humano e não ao gingado dos macacos. Ela acrescentou que embora os braços longos e fortes provavelmente tenham sido úteis para ocasionais escaladas nas árvores, podem ter sido mantidos evolucionariamente por mais tempo por outros motivos, cumprindo uma nova função.

## Morte
Em 2016 foi anunciado que Lucy pode ter morrido por ter caído de uma grande altura, possivelmente uma árvore. Os ferimentos nos ossos são similares aos das quedas dos homens modernos.

## Exposições
O esqueleto de Lucy encontra-se preservado no Museu Nacional da Etiópia em Addis Abeba. Uma réplica está exposta no lugar do esqueleto original.
Outra réplica do esqueleto original permanece em exposição no Museu de História Natural de Cleveland. Também existe uma réplica em exposição no Field Museum em Chicago.
Um diorama do Australopithecus afarensis e de outros precursores do Homem, mostrando cada espécie em seu habitat natural e demonstrando as habilidades e comportamentos que os cientistas acreditam que eles possuíam, está disposto no Hall de Evolução e Biologia Humana no Museu Americano de História Natural em Nova Iorque.

### Turnê nos EUA
Uma turnê de seis anos ocorreu nos Estados Unidos, denominada "Lucy’s Legacy: The Hidden Treasures of Ethiopia" (O Legado de Lucy: Os Tesouros Ocultos da Etiópia), exibindo não apenas o fóssil de Lucy como também mais de uma centena de artefatos, desde a pré-história até aos nossos dias. A turnê foi aprovada pelo governo etíope e organizado com a colaboração do Museu de Ciência Natural de Houston, onde esteve em exposição de 31 de agosto de 2007 até 1 de setembro de 2008, junto com um filme Digital em um "dome theater" (planetário) sobre as origens de "Lucy" chamado Lucy’s Cradle, the Birth of Wonder, com música de Shai Fishman Uma das propostas da tournê era a de levantar fundos para a modernização dos museus da Etiópia. O Departamento de Estado dos EUA também aprovou a turnê. Houve controvérsias antecipadas sobre o evento quanto à fragilidade dos espécimes, com vários peritos, incluindo o paleoantropólogo Owen Lovejoy e o antropólogo e conservacionista Richard Leakey demonstrando publicamente a sua oposição. O Smithsonian Institute e o Museu de História Natural de Cleveland estavam entre os museus que se recusaram a hospedar as exibições. O descobridor do fóssil Donald Johanson declarou que apesar de se sentir incomodado com a possibilidade de danos ao fóssil, ele não se oporia à exibição de "Lucy" já que isso ajudaria nos estudos da origem humana. O museu providenciou para que as exposições fossem vistas em outros dez museus. A exposição ocorreu no Centro de Ciência do Pacífico em Seattle, Washington de 4 de outubro de 2008 a 8 de março de 2009. Em setembro de 2008, entre as exposições em Houston e Seattle, os fósseis foram levados para a Universidade do Texas em Austin por 10 dias para completar o primeiro CT scan de alta resolução do fóssil.
"Lucy" estreou na, uma instalação nova em Nova Iorque em 24 de junho de 2009. O "Australopithecus afarensis" ficou em exposição de 25 de outubro de 2009. Em Nova York, a exibição incluirá Ida (Plate B), a outra metade o recentemente anunciado fóssil "Darwinius masilae".